# Patek Water
Patek Water è un singolo dei rapper statunitensi Young Thug e Future, pubblicato il 12 dicembre 2017 come unico estratto del mixtape collaborativo Super Slimey. Il brano contiene la collaborazione del rapper Offset.

## Antefatti
Kevin Goddard di HotNewHipHop ha descritto la collaborazione come la fine della faida tra Future e Young Thug.

## Significato
Il titolo del brano è l'unione di due parole, "Patek", abbreviazione del famoso produttore di orologi svizzero Patek Philippe, e "Water", che fa riferimento alla parola "Ice", uno slang per indicare i diamanti.

## Classifiche
| Classifica (2017) | Posizione massima |
| ----------------- | ----------------- |
| Canada            | 39                |
| Stati Uniti       | 50                |